# Pierre Cabaré
Pierre Cabaré, né le 12 décembre 1957 à Toulouse, est un homme politique français et député de la première circonscription de la Haute-Garonne de 2017 à 2022.
En juin 2024, il est condamné à quinze mois de prison avec sursis et à cinq ans d’inéligibilité pour agression et harcèlement sexuels sur son ancienne suppléante.

## Élections législatives de 2002 et inéligibilité
Pierre Cabaré se présente aux élections législatives de 2002 dans la première circonscription de la Haute-Garonne sous l'étiquette Cap21. Il rassemble 1,09 % des suffrages exprimés. Le 25 novembre 2002, la Commission nationale des comptes de campagne et des financements politiques saisit le Conseil constitutionnel de sa situation, qui le condamne le 6 février 2003, à une peine d'inéligibilité d'un an, au motif que son mandataire financier n'avait pas ouvert de compte bancaire ou postal unique et qu'un tiers du montant de ses dépenses de campagne n'avait pas été réglé par l'intermédiaire de ce mandataire.

## Député de la1recirconscriptionde la Haute-Garonne
Pour les élections législatives de 2017, il se présente dans la même circonscription qu'en 2002, où il est d'abord investi par La République en marche, qui lui retire l’investiture le 28 mai 2017 pour n'avoir pas signalé sa condamnation de 2003 à la commission d'investiture du mouvement, sans toutefois lui opposer de candidat. Il arrive en tête du premier tour avec 33,7 % des suffrages, devant Claire Dujardin de La France insoumise (18,34 %) et la députée sortante socialiste Catherine Lemorton (14,95 %). Il est élu au second tour avec 51,02 % des voix face à la candidate insoumise, et siège dans le groupe de La République en marche.
Pierre Cabaré siège à la Commission des Affaires étrangères de l'Assemblée nationale dont il est le rapporteur sur les textes relatifs à l'Asie centrale et préside le Groupe d'amitié France-Kazakhstan. Depuis le mois de février 2018, il préside également le Groupe d'études sur le secteur aéronautique et spatial.
Courant 2020, il rejoint le parti En commun, qui entend incarner un courant social-écologiste au sein de la majorité présidentielle.
Il n'est pas reconduit pour un second mandat par LREM, au profit de Pierre Baudis, fils et petit-fils des députés-maires de Toulouse Dominique et Pierre Baudis.

## Plaintes et procès
Ses relations avec ses collaborateurs seraient particulièrement tendues. Six de ses collaborateurs à l'Assemblée l'ont quitté en quelques mois. Deux ont été licenciés, et trois autres ont fait l'objet d'une rupture conventionnelle de contrat. Les quatre derniers en date sont partis au cours de l'été 2019. Il perd un procès au conseil des prud'hommes face à l'un de ses anciens collaborateurs parlementaires pour cause de licenciement sans cause réelle et sérieuse. Il est ainsi condamné en septembre 2021 à verser 10 000 euros d'indemnités et de dommages et intérêts,.
En septembre 2019, il fait l'objet d'une plainte pour harcèlement sexuel et moral, ainsi que pour agression sexuelle, par son ancienne assistante parlementaire et suppléante. Il est alors contraint de démissionner de son poste de vice-président de la délégation aux droits des femmes, mais la procédure judiciaire traîne en longueur.
Le 28 mai 2024, le procureur de la république requiert une condamnation de 12 mois de prison avec sursis, une amende de 10 000 euros, cinq ans d'inéligibilité et une obligation de stage sur les violences conjugales,,. Le 25 juin 2024, il est condamné à quinze mois de prison avec sursis et à cinq ans d’inéligibilité pour agression et harcèlement sexuels sur son ancienne suppléante. Le tribunal correctionnel ordonne également son inscription au Fichier judiciaire automatisé des auteurs d’infractions sexuelles ou violentes et l'a condamné à verser 5 000 euros pour les frais de justice et 10 000 euros d’amende.

## Controverse

### Tentative de caviardage de sa page Wikipédia
D’octobre 2021 à mars 2022, son équipe parlementaire trafique ce présent article Wikipédia en tentant de supprimer  des multiples paragraphes sur les accusations de harcèlement et d’agression sexuels dont il est l’objet, ainsi que de ses condamnations judiciaires présentes ci-dessus.